# 马修·博尔顿
马修·博尔顿（英語：Matthew Boulton，1728年9月3日—1809年8月17日），英国制造商和工程师。

## 生平
博尔顿出生于英国伯明罕市，父亲是一位玩具制造商（制造各种小铁片）。1749年博尔顿成为父亲公司的生意合伙人。1755年他收购专门制造辗压金属板的萨候尔工厂）。1756年博尔顿娶了自己的远房表妹，一个有著巨额财产的继承人瑪麗·罗宾逊（Mary Robinson）为妻。玛丽死于1759年，一生並未生育。

## 事業
1759年在父亲死后不久，博尔顿和约翰·佛吉尔（John Fothergill）成为合伙人。并于1762年在伯明罕北部二英里处成立索和工厂（Soho Manufactory）。在这个工厂他们所从事的是制作金属艺术品，像金属钮扣、白铁矿钻石模仿物等等，这些东西在英国社会广受欢迎。
除此险些之外，他们还和弗朗西斯·矣奇顿（Francis Egginton）合作，通过機械化的技術制作油画。弗郞西斯后来成为著名的染色玻璃和玻璃砖的制造者。在罗伯特·亚当的鼓励下，博尔顿在1762年到1775年间也成功的成为出色优秀的艺术家。
1767年出于其工厂对动力的需求，博尔顿认识了詹姆斯·瓦特。瓦特则非常喜歡索和工厂能发展其蒸汽机技术的优势。
1772年瓦特的合伙人约翰·鲁巴克，欠了博尔顿1200英磅後陷入经济困境。博尔顿借机会拥有了瓦特三分之二的专利权，并免除约翰的债务。三年后博尔顿和瓦特正式成为合伙人，博尔顿倾其所有精力和财力使瓦特的蒸汽机梦想成为现实。博尔顿并在1775年透过国会将瓦特的专利保护从1769年延长到1799年。到了1800年這两位合伙人都退休後，将整个企业交给他们的下一代马修·罗宾逊和小詹姆斯·瓦特。
1788年博尔顿兴趣转向製造錢幣，并在索和工厂的所在地又成立一家全新的工厂，並且替塞拉利昂、东印度公司及俄罗斯製造硬幣。1797年博尔顿还在英国建立第二家铜币制造厂。1797年博尔顿購買了一項可以提高當時水準的专利技术。在这期间博尔顿娶了妻子的妹妹安(南希)为妻，这个婚姻和当时的宗教法律是有冲突的，在當時這被认为是乱伦的婚姻。
博尔顿育有一女安妮·博尔顿（Anne Boulton，死于1829年）和儿子马修·鲁滨逊·博尔顿（Matthew Robinson Boulton，1770年－1842年）。

### 過世與後記
博尔顿死于1809年8月18日，死后葬于伯明罕市的圣玛丽大教堂。
博尔顿是英国Lunar Society的重要会员，他家现在是一个博物馆。他的名字还记录在月协会八座月亮石雕塑上，這是一座包括他、瓦特和默多克的雕塑。
其他以紀念博尔顿而命名的还包括博尔顿学院、伯明罕的博尔顿路和位于史密斯维克（Smethwick）的博尔顿路。

## 重要发明
- 博尔顿提高工人工作效率的诀窍，是给提供工人节省劳动力的装备。这些装备设计巧妙，使用通用件并通过大量制造，降低成本。
- 他把现代工业的制造和营销功能全部归于一个工厂，而不是把这些工作分配给不同的制造工厂。
- 1770年他导入了一种保险机制，在这种机制下工人付给工厂1/60的工资，在有工人生病或死亡时，可获得不超过工资80%的权益。
- 他保证工厂干净、明亮且良好通风，並且拒绝雇用童工。